# Labodasjön
Labodasjön är en sjö i Norbergs kommun i Västmanland som ingår i Norrströms huvudavrinningsområde. Sjön är 6,1 meter djup, har en yta på 0,729 kvadratkilometer och befinner sig 86 meter över havet. Sjön avvattnas av vattendraget Svartån.

## Delavrinningsområde
Labodasjön ingår i delavrinningsområde (665641-151601) som SMHI kallar för Utloppet av Labodasjön. Medelhöjden är 100 meter över havet och ytan är 6,63 kvadratkilometer. Räknas de 4 avrinningsområdena uppströms in blir den ackumulerade arean 66,14 kvadratkilometer. Svartån som avvattnar avrinningsområdet har biflödesordning 2, vilket innebär att vattnet flödar genom totalt 2 vattendrag innan det når havet efter 193 kilometer. Avrinningsområdet består mestadels av skog (62 procent) och jordbruk (18 procent). Avrinningsområdet har 0,73 kvadratkilometer vattenytor vilket ger det en sjöprocent på 10,9 procent.